# Ehemalige Straßenbrücke am Breslauer Platz
Die ehemalige Straßenbrücke am Breslauer Platz ist eine Fußgängerbrücke über den Darmbach in Darmstadt-Ost.

## Konstruktion und Geschichte
Die kleine Brücke über den Darmbach ist eine wichtige historische Wegeverbindung zwischen Darmstadt und Roßdorf.
Heute dient die Brücke nur noch dem Fußgängerverkehr.
Die alte einjochige Straßenbrücke wurde aus Sandstein erbaut.
Auch die beidseitigen soliden Geländer sind aus Sandsteinquadern gemauert.

## Denkmalschutz
Aus architektonischen, industriegeschichtlichen und stadtgeschichtlichen Gründen ist die ehemalige Straßenbrücke ein Kulturdenkmal.